# Конуспаев, Шопан
Шопан Конуспаев — советский хозяйственный, государственный и политический деятель.

## Биография
Родился в 1906 году в степях Карагандинской области. Член КПСС.
С 1919 года — на хозяйственной, общественной и политической работе. В 1919—1942 гг. — пастух, на Байконурских копях, председатель шахткома, заместитель председателя Центрального правления союза горняков Казахстана, заместитель председателя, председатель Алма-Атинского горисполкома, в Наркомате торговли СССР, секретарь партбюро полка 183-й стрелковой дивизии.
Избирался депутатом Верховного Совета СССР 1-го созыва.
Погиб под станцией Мончалово в 1942 году.